# Гротте-ди-Кастро
Гротте-ди-Кастро (итал. Grotte di Castro) — коммуна в Италии, располагается в регионе Лацио, подчиняется административному центру Витербо.
Население составляет 2967 человек (на 2001 г.), плотность населения составляет 75,52 чел./км². Занимает площадь 39,29 км². Почтовый индекс — 01025. Телефонный код — 0763.
Покровителем населённого пункта считается San Rocco. Праздник ежегодно празднуется 16 сентября.